# Валпрато Соана
Валпрато Соана (итал. Valprato Soana) је насеље у Италији у округу Торино, региону Пијемонт.
Према процени из 2011. у насељу је живело 42 становника. Насеље се налази на надморској висини од 1104 м.

## Становништво
| 1931. | 1936. | 1951. | 1961. | 1971. | 1981. | 1991. | 2001. | 2011. |
| ----- | ----- | ----- | ----- | ----- | ----- | ----- | ----- | ----- |
| 1.206 | 1.048 | 676   | 452   | 300   | 217   | 176   | 127   | 112   |